# نجات کودکان (فیلم)
«نجات کودکان» (انگلیسی: Save the Children (film)) یک فیلم است که در سال ۱۹۷۳ منتشر شد.